# John O'Callaghan
John O'Callaghan (Navan, 29 de abril de 1982) es un DJ irlandés que se dedica principalmente a la producción de música electrónica. También produce bajo el nombre de Joint Operations Centre, Mannix, Stenna y el más reciente Henrik Zuberstein. También ha colaborado con su compañero de Discover, como Bryan Kearney, y en los proyectos junto a Neal Scarborough (como Inertia), Thomas Bronzwaer (como Lost World) y Greg Downey, así como más recientemente, la leyenda trance Leon Bolier. Su canción más conocida es Big Sky, en colaboración con la vocalista Audrey Gallagher.

## Logros
O'Callaghan anteriormente tenía la mayoría de su trabajo publicado por Discover, el sello discográfico británico creado por John Askew. Recientemente, su trabajo ha sido publicado por Armada Music y su subetiquetas, sobre todo en Armind y Soundpiercing. El remix de su producción vocal trance "Big Sky" por Agnelli & Nelson fue elegido como "Tune of The Year" por los oyentes de Armin van Buuren A State of Trance programa de radio en 2007.
En el año 2008, no sólo John logró ingresar en el DJ Mag Top 100 del año 2008 en el número 60, sino también se llevó dos premios en el 'Irish Dance Music Awards', como 'Mejor Productor ' y mejor DJ. Tras el suceso que vivió en 2008, John también se convirtió en el primer irlandés en tocar en Trance Energy. En 2009, escaló 36 posiciones hasta el 24 de la DJ Mag 100.
Además de los numerosos singles, ha publicado un álbum en vivo (Discover "Live as" Volumen 2) y dos álbumes del artista,Something to live foryNever fade away.
Never Fade Away, fue lanzado en 2009 por Armada poco después del lanzamiento del sencillo de "Find Yourself" junto a Sarah Howells". "Find Yourself" fue uno de los tracks favoritos del programa de radio semanal de Armin Van Buuren, A State Of Trance. La pista ha recibido el reconocimiento de muchos DJs incluyendo Armin Van Buuren, Tiësto, Judge Jules, Matt Hardwick y Gareth Emery. Incluye el remix de Cosmic Gate, que también está haciendo una gran cantidad de avances en las listas de establecer muchos DJs. O'Callaghan también ha lanzado otro single del álbum, "Surreal", que incluye las voces de 'Jaren'.
2010 también marcó el inicio de un subsello de Armada Music llamado "Subculture".

## Discografía

### Álbumes de estudio
- Something To Live For (2007)
- Never Fade Away (2009)
- Unfold (2011)

### Álbumes de mezclas
- Live As... Volume 2 (2007)
- Trance World Volume 4 (2008)
- Trance Energy 2009 Disc 1 (2009)
- Subculture (2009)
- Subculture 2010 (2010)
- Subculture 2013 (2013)